# Tilde Minasi
Tilde Minasi (Reggio Calabria, 24 luglio 1960) è una politica italiana.

## Biografia
Dopo il diploma di istituto magistrale nel 1985 si laurea in giurisprudenza all'Università degli Studi di Messina e dal 1986 esercita la professione di avvocato, specializzato in diritto civile e amministrativo.
Dal 1999 al 2000 è stata consulente giuridico per la Regione Calabria e dal 2003 al 2005 è stata componente dell'Osservatorio Nazionale sulla Famiglia presso il Ministero del Welfare.
Era sposata con Paolo Maria Gangemi, avvocato ed ex direttore generale dell'ASL di Cosenza, morto improvvisamente nel 2015 all'età di 56 anni.

## Attività politica
Inizia la sua attività politica nel Movimento Sociale Italiano, che nel 1995 confluisce in Alleanza Nazionale.
Alle elezioni comunali del 2002 è stata eletta consigliere comunale di Reggio Calabria nelle liste di Alleanza Nazionale con 793 preferenze, venendo poi nominata assessore alle Politiche sociali nella prima giunta di centrodestra presieduta da Giuseppe Scopelliti. nel comune di Reggio Calabria dal 2002 al 2011. Viene rieletta nella tornata elettorale del 2007, che la vede confermata anche assessore nella seconda giunta Scopelliti, così come in quella del 2011, quando si presenta nelle liste del Popolo della Libertà e le vengono assegnate le deleghe a Politiche ambientali e Pari opportunità nella giunta di centrodestra presieduta da Demetrio Arena, che però è sciolta l'anno successivo.
Alle elezioni regionali in Calabria del 2010 si era candidata a consigliere regionale per il Popolo della Libertà nella circoscrizione di Reggio Calabria: risultata originariamente la prima dei non eletti, subentra l'8 aprile 2013 ad Antonio Caridi, eletto senatore, e rimane in carica fino alla fine della consiliatura nel dicembre 2014.
Nel 2013 lascia il Popolo della Libertà e segue la scissione del Nuovo Centrodestra promossa da Angelino Alfano.
Si ricandida alle elezioni regionali del 2014 nella lista Casa delle Libertà sempre nella circoscrizione Calabria meridionale, ma nonostante le 4.391 preferenze non è rieletta.
Nel 2015 lascia NCD e aderisce prima ad Azione Nazionale, poi nel 2017 al Movimento Nazionale per la Sovranità (MNS), che alle elezioni politiche del 2018 inserisce i propri candidati nelle liste della Lega. Viene candidata al Senato della Repubblica nel collegio plurinominale Calabria - 01 al secondo posto nelle liste della Lega alle spalle di Matteo Salvini, risultando la prima dei non eletti.
Alle elezioni regionali in Calabria del 2020 è nuovamente eletta consigliere regionale per la circoscrizione Calabria meridionale nelle liste della Lega, totalizzando 2.326 preferenze e venendo nominata capogruppo consiliare.
L'anno successivo la Calabria torna alle urne dopo la morte della presidente Jole Santelli, ma alle elezioni del 2021 ottiene 3.417 preferenze nella medesima circoscrizione, sempre nelle liste della Lega, e risulta la seconda dei non eletti. Tuttavia, il 9 novembre 2021 è nominata assessore regionale alle Politiche sociali nella giunta di centrodestra presieduta da Roberto Occhiuto.
Il 2 dicembre 2021 la Giunta delle Elezioni del Senato decreta il suo subentro a Palazzo Madama al posto del defunto Paolo Saviane, benché eletta in diversa circoscrizione. Da dicembre 2021 a marzo 2022 è stato membro della XI Commissione lavoro pubblico e privato. Tuttavia, si dimette per incompatibilità il 29 marzo 2022 e al suo posto subentra Fausto De Angelis, terzo nelle liste della Lega nel collegio plurinominale Calabria - 01.
Alle elezioni politiche del 2022 si ricandida al Senato nel collegio uninominale Calabria - 02 (Reggio Calabria) per il centrodestra (in quota Lega) e viene eletta con il 44,73% davanti a Giuseppe Auddino del Movimento 5 Stelle (24,15%) e a Francesco Pitaro del centrosinistra (19,49%).